# Riddick Moss
Riddick Moss (* 11. Oktober 1989 in Edina, Minnesota, bürgerlich Michael Rallis) ist ein amerikanischer Wrestler. Er stand bei der WWE unter Vertrag und trat regelmäßig in deren Show SmackDown auf. Sein bislang größter Erfolg war der Erhalt der WWE 24/7 Championship.

## Wrestling-Karriere

### World Wrestling Entertainment (seit 2014)
Rallis unterzeichnete Anfang 2014 bei der WWE einen Entwicklungsvertrag und begann mit der Ausbildung im WWE Performance Center. Sein professionelles Wrestling-Debüt mit dem Ringnamen Digg Rawlis gab er am 18. Dezember 2014 bei einer NXT Houseshow in Tampa, Florida. Sein Fernsehdebüt war am 27. Mai 2015 bei NXT, er verlor sein Match. Rawlis machte 2015 weitere gelegentliche Fernsehauftritte als Verbesserungstalent und verlor gegen The Hype Bros und Samoa Joe. Im August 2015 nahm er den neuen Ringnamen Riddick Moss an, eine Hommage an den ehemaligen NFL-Spieler Randy Moss.
Im Oktober 2016 begann Moss, sich mit Tino Sabbatelli zusammenzutun. Die beiden nahmen am Dusty Rhodes Tag Team Classic 2016 teil, wo sie in der ersten Runde von TM61 am 12. Oktober 2016 besiegt wurden. Moss trat am 4. Januar 2017 in der Folge von NXT erneut auf und setzte sich erneut mit Sabbatelli zusammen, um The Revival Dash Wilder und Scott Dawson zu besiegen. Moss und Sabbatelli traten in der NXT-Folge vom 10. Mai erneut auf und verloren gegen #DIY Johnny Gargano und Tommaso Ciampa. Das Duo hatte seinen ersten Fernsehsieg in der NXT-Folge vom 25. Oktober und besiegte das Team von Oney Lorcan und Danny Burch. Anfang 2018 traten Moss und Sabbatelli in das Dusty Rhodes Tag Team Classic ein und verloren in der ersten Runde gegen Sanity. Während eines Kampfes mit Heavy Machinery am 25. April ließ Sabbatelli Moss im Stich und beendete damit das Team. Im Mai 2018 riss er sich die Achillessehne und fiel mehrere Monate aus. Er kehrte am 30. November 2018 bei einer Houseshow zurück und verlor gegen Matt Riddle.
Bei der Raw-Folge vom 27. Januar 2020 gab Moss sein Debüt und begleitete Mojo Rawley zum Ring für dessen Titelmatch gegen No Way Jose. Während Rawley das erste Match gewann, verlor er den Titel einen Moment später an R-Truth. Moss half Rawley jedoch nur Sekunden später den Titel zurückzugewinnen. In der Folge von Raw vom 10. Februar 2020, nachdem Moss ein Tag Team Match mit Rawley gegen die Street Profits verloren hatte, schaltete er Rawley aus, um ihn im Nachhinein zu pinnen und den WWE 24/7 Championship zu gewinnen. Am 22. März 2020 verlor Moss den Titel an R-Truth. Diese Regentschaft hielt 41 Tage. Im Oktober 2020 zog er sich einen Kreuzbandriss zu. Am 24. September 2021 kehrte er bei SmackDown zurück, indem er Kevin Owens attackierte. In der darauffolgenden Woche wurde sein Ringname in Madcap Moss geändert und er gründete mit Happy Corbin ein Team.
Am 1. April 2022 gewann er bei der SmackDown-Ausgabe vor WrestleMania 38 die André the Giant Memorial Battle Royal, indem er zuletzt Finn Bálor eliminierte. Bei der SmackDown-Ausgabe vom 22. April 2022 erfolgte die Trennung des Stables, nachdem er von Corbin attackiert wurde. Dies führte zu einem Match bei WrestleMania Backlash (2022) am 8. Mai 2022, dieses gewann er. Am 5. Juni 2022 bestritt er bei Hell In A Cell (2022) ein No-Holds-Barred-Match gegen Corbin, das Match gewann er. Rallis wurde im September 2023 von der WWE entlassen.

## Titel und Auszeichnungen
- World Wrestling Entertainment
  - WWE 24/7 Championship (1×)
  - André the Giant Memorial Battle Royal (2022)

- Pro Wrestling Illustrated
  - Nummer 412 der Top 500 Wrestler in der PWI 500 in 2017